# Richard Saeger
Richard Erwin Saeger (Rochester, 4 marzo 1964) è un ex nuotatore statunitense.

## Carriera
Seppur nuotando solo in batteria, ha fatto parte della squadra olimpica americana che nel 1984 ha trionfato nella 4x200m stile libero ai Giochi di Los Angeles.

## Palmarès
- Giochi olimpici estivi

Los Angeles 1984: oro nella 4x200m stile libero.
- Mondiali

Guayaquil 1982: oro nella 4x200m stile libero.
- Giochi Panamericani

Caracas 1983: oro nella 4x200m stile libero.
- Universiade

Edmonton 1983: argento nella 4x200m stile libero.